# العلاقات البحرينية القبرصية
العلاقات البحرينية القبرصية هي العلاقات الثنائية التي تجمع بين البحرين وقبرص.

## مقارنة بين البلدين
هذه مقارنة عامة ومرجعية للدولتين:
| وجه المقارنة                                              | البحرين       | قبرص                                                                 |
| --------------------------------------------------------- | ------------- | -------------------------------------------------------------------- |
| المساحة (كم2)                                             | 765           | 9.24 ألف                                                             |
| عدد السكان (نسمة)                                         | 1.49 مليون    | 1.14 مليون                                                           |
| الكثافة السكانية (ن./كم²)                                 | 194.77 ألف    | 123.38                                                               |
| العاصمة                                                   | المنامة       | نيقوسيا                                                              |
| اللغة الرسمية                                             | اللغة العربية | اليونانية الحديثة، اللغة التركية، لغة يونانية                        |
| العملة                                                    | دينار بحريني  | يورو، جنيه قبرصي                                                     |
| الناتج المحلي الإجمالي (بليون دولار)                      | 35.31 مليار   | 21.65 مليار                                                          |
| الناتج المحلي الإجمالي (تعادل القوة الشرائية) بليون دولار | 64.16 مليار   | 26.73 مليار                                                          |
| الناتج المحلي الإجمالي الاسمي للفرد دولار أمريكي          | 22.60 ألف     | 23.24 ألف                                                            |
| الناتج المحلي الإجمالي للفرد دولار أمريكي                 | 45.50 ألف     | 30.24 ألف                                                            |
| مؤشر التنمية البشرية                                      | 0.824         | 0.850                                                                |
| رمز المكالمات الدولي                                      | +973          | +357                                                                 |
| رمز الإنترنت                                              | .bh           | .cy                                                                  |
| المنطقة الزمنية                                           | ت ع م+03:00   | ت ع م+02:00، ت ع م+03:00، توقيت شرق أوروبا، توقيت شرق أوروبا الصيفي ‏ |

## منظمات دولية مشتركة
يشترك البلدان في عضوية مجموعة من المنظمات الدولية، منها:
| علم المنظمة | اسم المنظمة                               | تاريخ انضمام البحرين | تاريخ انضمام قبرص |
| ----------- | ----------------------------------------- | -------------------- | ----------------- |
|             | المنظمة الهيدروغرافية الدولية             | ?                    | ?                 |
|             | مؤسسة التمويل الدولية                     | 22 سبتمبر 1995       | 2 مارس 1962       |
|             | منظمة حظر الأسلحة الكيميائية              | ?                    | ?                 |
|             | يونسكو                                    | 18 يناير 1972        | 6 فبراير 1961     |
|             | الأمم المتحدة                             | 21 سبتمبر 1971       | 20 سبتمبر 1960    |
|             | الاتحاد الدولي للاتصالات                  | 1975                 | 24 أبريل 1961     |
|             | منظمة الشرطة الجنائية الدولية             | ?                    | ?                 |
|             | البنك الدولي للإنشاء والتعمير             | 15 سبتمبر 1972       | 21 ديسمبر 1961    |
|             | الاتحاد البريدي العالمي                   | ?                    | ?                 |
|             | المركز الدولي لتسوية المنازعات الاستشارية | 15 مارس 1996         | 25 ديسمبر 1966    |
|             | وكالة ضمان الاستثمار متعدد الأطراف        | 12 أبريل 1988        | 12 أبريل 1988     |
|             | منظمة التجارة العالمية                    | ?                    | ?                 |
|             | الفريق المعني برصد الأرض                  | ?                    | ?                 |

## وصلات خارجية
- موقع وزارة الخارجية البحرينية
- موقع وزارة الخارجية القبرصية